# Гебраїзм (філологія)
Гебраї́зм [від лат. Hebraeus, грец. ‛εβραϊκός (‛εβραίϊκος) — єврейський] — слово, рідше вислів, запозичені з гебрейської мови, а також із сучасного івриту.
Запозичення з їдишу мають окрему назву — їдишизми.

## Гебраїзми в українській мові
Прямих запозичень в українській мові практично не зафіксовано: першим проміжним ланцюгом виступає переважно грецька мова, з якої гебраїзми переходили до старослов'янської, а з неї — до давньокиївської мови, звідки потрапили до української. Менше гебраїзмів проникло в українську мову через їдиш, ще менше — через німецьку та французьку мови.
В українській мові гебраїзми:
- належать переважно до біблійної та релігійної лексики — Адам, алілуя, амінь, геєна, Едем, левіафан, манна, месія, Молох, осанна, Саваоф, сатана, серафим, Талмуд, Тора, хам, херувим;
- передають специфічні етнокультурні реалії — єврей, юдей, кабала, караїм, кошерний, маца, меламед, пейси, рабин, хедер, цимес, шамес.

Частину гебраїзмів становлять арґо (бахур, махлювати, хохма, шабаш, шмон та ін.) і окремі лексичні одиниці (бегемот).
До гебраїзмів належать і нові лексичні запозичення із сучасної гебрейської мови (кібуц, кнесет тощо).